# Как верёвочка ни вьётся…
«Как верёвочка ни вьётся…» — советский короткометражный фильм 1961 года режиссёров Герберта Раппапорта и Леонида Быкова.

## Сюжет
Кинофельетон про «артельных» жуликов районного масштаба.
В сельпо нет в продаже верёвки. Нет её и в районном магазине. Местные жители умудряются как-то обходится без этого нужного в хозяйстве предмета. А в это время показатели производства верёвки в районе перевыполняются. Верёвки в райцентре делают две артели: артель «Толстая верёвка» свивает из трёх верёвок одну толстую, а артель «Тонкая верёвка» распуская толстую верёвку делает три тонких — посредником между ними районный магазин, через бухгалтерию которого по безналичному расчёту и ведётся продажа верёвки артелями друг другу. В конце фильма закадровый голос, рассказывающий историю, обращается к прокурору района с просьбой проверить деятельность артелей.

## В ролях
- Николай Трофимов — директор магазина / Иван Иванович / Павел Павлович
- Леонид Быков — дед с коровой
- Михаил Васильев — продавец в сельпо
- Лев Степанов — манекен
- Зоя Александрова — покупательница

Текст за кадром читает Зиновий Гердт.

## О фильме
Дебютная режиссёрская работа Леонида Быкова, снятая в сорежессуре с Гербертом Раппапортом.
Леонид Быков, уже известный актёр, в 1959 году уехал из Москвы в Ленинград и поступил на «Ленфильм», перейдя от актёрской работы к съёмкам:

Однако, актёр неожиданно и круто изменил ход своей судьбы, обратившись к режиссуре. К сожалению, о серьезности и перспективности его на намерений «первой пробе», короткометражному кинофельетону «Как верёвочка ни вьётся», трудно было судить.— Искусство кино, 1977 год
Обращает на себя внимание, что сделавшись режиссёром, Леонид Быков, в будущем известный как режиссёр драматических фильмов о войне, вначале ставил комедии: дебютировал кинофельтоном «Как веревочка не вьется…», в 1963 году снял несколько сюжетов для киножурнала «Фитиль», и в 1964 году фильм «Зайчик», а через шесть лет «Где вы, рыцари?».